# Ciclismo nos Jogos Olímpicos de Verão de 2020 - Perseguição por equipes feminino
A prova de perseguição por equipes feminino do ciclismo nos Jogos Olímpicos de Verão de 2020 ocorreu nos dias 2 e 3 de agosto de 2021 no Velódromo de Izu, em Izu, Shizuoka. Um total de 38 ciclistas de 8 Comitês Olímpicos Nacionais (CON) participaram do evento.

## Qualificação
Cada Comitê Olímpico Nacional (CON) poderia inscrever até uma equipe de quatro ciclistas (e eventuais reservas) na perseguição por equipes. As vagas são atribuídas ao CON, que seleciona as ciclistas. A qualificação se deu inteiramente através do ranking de nações da União Ciclística Internacional (UCI) de 2018–20. As oito primeiras nações do ranking se classificam para o evento, onde também qualificaram automaticamente uma equipe para a disputa do madison.

## Formato
A perseguição por equipes envolve duas equipes de quatro ciclistas. Cada equipe começa em lados opostos da pista. Existem duas maneiras de vencer: terminando as 16 voltas (4 km) antes que a outra equipe o faça ou pegue a outra equipe fazendo com que leve uma volta. O tempo de cada equipe é determinado pela terceira ciclista a cruzar a linha de chegada; a quarta ciclista não precisa terminar. O evento consiste em três fases:
- Qualificação: cada equipe faz um tempo contra o relógio para a classificação. Apenas as quatro primeiras equipes seguem na disputa pela medalha de ouro; o quinto lugar e as equipes subsequentes apenas seguem na disputa pelo bronze.
- Primeira fase: quatro baterias de duas equipes cada. As quatro primeiras equipes na qualificação são colocadas umas contra as outras (1 contra 4, 2 contra 3) da mesma forma que as quatro últimas (5 contra 8, 6 contra 7). Os vencedores da chave superior avançam para a disputa pelo ouro. As outras seis equipes são classificadas por tempo e avançam para as finais com base nessas classificações.
- Finais: quatro finais, cada uma com duas equipes. Há a final pela medalha de ouro (consequentemente definindo a prata), uma final pelo bronze e finais pelo quinto e sétimo lugares.

## Calendário
Horário local (UTC+9)
| Data        | Tempo | Fase          |
| ----------- | ----- | ------------- |
| 2 de agosto | 15:54 | Qualificação  |
| 3 de agosto | 15:30 | Primeira fase |
| 3 de agosto | 17:05 | Finais        |

## Medalhistas
|  | GER Alemanha                                            |  | GBR Grã-Bretanha                                                  |  | USA Estados Unidos                                                   |
|  | Franziska Brauße Lisa Brennauer Lisa Klein Mieke Kröger |  | Katie Archibald Laura Kenny Neah Evans Josie Knight Elinor Barker |  | Megan Jastrab Jennifer Valente Chloé Dygert Emma White Lily Williams |

## Resultados

### Qualificação
Disputada em 2 de agosto de 2021 com início as 15:54 locais. As primeiras quatro equipes seguem na disputa pela medalha de ouro e as demais apenas na disputa do bronze.
| Pos. | CON                | Ciclistas                                                                 | Tempo    | Notas           |
| ---- | ------------------ | ------------------------------------------------------------------------- | -------- | --------------- |
| 1    | GER Alemanha       | Franziska Brauße Lisa Brennauer Lisa Klein Mieke Kröger                   | 4:07.307 | Recorde mundial |
| 2    | GBR Grã-Bretanha   | Katie Archibald Laura Kenny Elinor Barker Josie Knight                    | 4:09.022 |                 |
| 3    | USA Estados Unidos | Jennifer Valente Chloé Dygert Emma White Lily Williams                    | 4:10.118 |                 |
| 4    | ITA Itália         | Elisa Balsamo Letizia Paternoster Rachele Barbieri Vittoria Guazzini      | 4:11.666 |                 |
| 5    | FRA França         | Victoire Berteau Marion Borras Valentine Fortin Marie Le Net              | 4:12.502 |                 |
| 6    | NZL Nova Zelândia  | Holly Edmondston Bryony Botha Kirstie James Jaime Nielsen                 | 4:12.536 |                 |
| 7    | AUS Austrália      | Georgia Baker Annette Edmondson Ashlee Ankudinoff Alexandra Manly         | 4:13.571 |                 |
| 8    | CAN Canadá         | Allison Beveridge Jasmin Duehring Annie Foreman-Mackey Georgia Simmerling | 4:15.832 |                 |

### Primeira fase
Disputada em 3 de agosto de 2021 com início as 15:30 locais. As duas primeiras equipes seguem na disputa pelo ouro e as duas sequintes na disputa pelo bronze.
| Pos. | Bateria | CON                | Ciclistas                                                                 | Tempo    | Notas |
| ---- | ------- | ------------------ | ------------------------------------------------------------------------- | -------- | ----- |
| 1    | 4       | GER Alemanha       | Franziska Brauße Lisa Brennauer Lisa Klein Mieke Kröger                   | 4:06.159 | Q,    |
| 2    | 3       | GBR Grã-Bretanha   | Katie Archibald Laura Kenny Neah Evans Josie Knight                       | 4:06.748 | Q     |
| 3    | 3       | USA Estados Unidos | Megan Jastrab Jennifer Valente Chloé Dygert Emma White                    | 4:07.562 | QB    |
| 4    | 2       | CAN Canadá         | Allison Beveridge Ariane Bonhomme Annie Foreman-Mackey Georgia Simmerling | 4:09.249 | QB    |
| 5    | 1       | AUS Austrália      | Georgia Baker Annette Edmondson Ashlee Ankudinoff Maeve Plouffe           | 4:09.992 |       |
| 6    | 4       | ITA Itália         | Elisa Balsamo Letizia Paternoster Rachele Barbieri Vittoria Guazzini      | 4:10.063 |       |
| 7    | 1       | NZL Nova Zelândia  | Holly Edmondston Bryony Botha Rushlee Buchanan Jaime Nielsen              | 4:10.223 |       |
| 8    | 2       | FRA França         | Marion Borras Coralie Demay Valentine Fortin Marie Le Net                 | 4:11.888 |       |

### Finais
Disputada em 3 de agosto de 2021 e início as 17:05 locais, com as definições das medalhas e as classificações do quinto ao oitavo lugar..
| Pos.                      | CON                | Ciclistas                                                                 | Tempo    | Notas           |
| ------------------------- | ------------------ | ------------------------------------------------------------------------- | -------- | --------------- |
| Disputa pelo ouro         |                    |                                                                           |          |                 |
| Medalha de ouro           | GER Alemanha       | Franziska Brauße Lisa Brennauer Lisa Klein Mieke Kröger                   | 4:04.242 | Recorde mundial |
| Medalha de prata          | GBR Grã-Bretanha   | Katie Archibald Laura Kenny Neah Evans Josie Knight                       | 4:10.607 |                 |
| Disputa pelo bronze       |                    |                                                                           |          |                 |
| Medalha de bronze         | USA Estados Unidos | Megan Jastrab Jennifer Valente Chloé Dygert Emma White                    | 4:08.040 |                 |
| 4                         | CAN Canadá         | Allison Beveridge Ariane Bonhomme Annie Foreman-Mackey Georgia Simmerling | 4:10.552 |                 |
| Disputa pelo quinto lugar |                    |                                                                           |          |                 |
| 5                         | AUS Austrália      | Georgia Baker Annette Edmondson Ashlee Ankudinoff Maeve Plouffe           | 4:11.041 |                 |
| 6                         | ITA Itália         | Elisa Balsamo Letizia Paternoster Martina Alzini Vittoria Guazzini        | 4:11.108 |                 |
| Disputa pelo sétimo lugar |                    |                                                                           |          |                 |
| 7                         | FRA França         | Victoire Berteau Marion Borras Valentine Fortin Marie Le Net              | 4:10.388 |                 |
| 8                         | NZL Nova Zelândia  | Holly Edmondston Bryony Botha Kirstie James Jaime Nielsen                 | 4:10.600 |                 |